# Nagato (város)
Nagato (長門市, Nagato si) város Japánban, Jamagucsi prefektúra északi területén. Hagi városával együtt a prefektúra egyik legjelentősebb városa, továbbá fontos közlekedési csomópont.
2003-ban a városnak 23 356 lakosa volt, a népsűrűsége pedig 153,25 fő/km². Teljes területe: 152,40 km².

## Története
- Az Edo-korszak alatt bálnavadászati központ volt.

## Népesség
A település népességének változása:
| Lakosok száma | 38 349 | 35 439 | 32 183 |
|               | 2010   | 2015   | 2021   |

## Oktatás

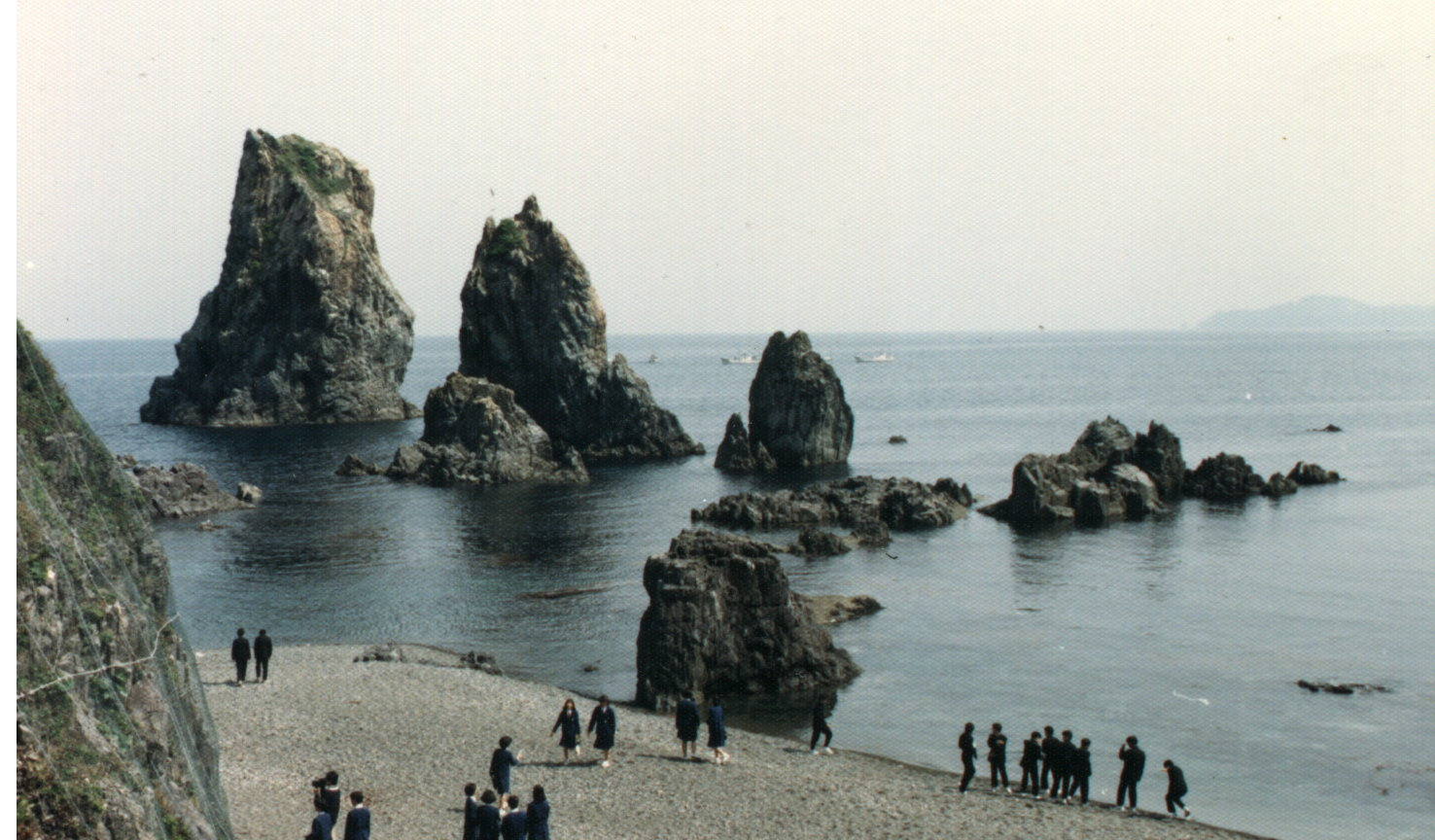
Szeikai-sziget

Négy középiskola található a városban.